# 田中澄江
田中 澄江（たなか すみえ、旧姓：辻村、1908年4月11日 - 2000年3月1日）は、日本の脚本家、著作家。中野区教育委員も務めた。また、山を愛していて「花の百名山」を選んだことでも知られる。東京都名誉都民。夫は劇作家の田中千禾夫。小学校時代の同級生に川島芳子がいる。日本ペンクラブ、日本演劇協会、日本文芸家協会、日本放送作家協会、各会員。
長男・聖夫（たかお）の妻は画家の三田恭子（日本初の女性刑務所長・三田庸子の娘）。

## 来歴・人物
東京府北豊島郡生まれ。1932年、東京女子高等師範学校（現・お茶の水女子大学）国文科を卒業する。学生時代から岡本綺堂主宰の「舞台」などで習作にはげむ。聖心女子学院の教師を務める。
1934年、やはり劇作家の田中千禾夫と結婚、神奈川県藤沢町鵠沼に新居を構える。菊池寛の戯曲研究会にも参加。1939年、「劇作」に発表した戯曲『はる・あき』で注目される。
戦時中は鳥取に疎開。戦後、長男の病気治療のために京都に転居。家が没落し、家計を支えるために、地方紙（京都日日新聞）の芸能記者をしながら、体験に基づく“私戯曲”「悪女と眼と壁」「京都の虹」などを発表。
1952年『我が家は樂し』、『少年期』、『めし』の映画の脚本が評価され、ブルーリボン賞脚本賞を受賞する。1955年「つづみの女」、1959年「がらしあ・細川夫人」を発表する一方、小説面でも活躍し「虹は夜」「きりしたん殉教のあとをたずねて」などを発表。
1951年、息子らと共にカトリックの洗礼を受ける。
1960年代からはテレビドラマの脚本も手がけるようになった。NHK朝のテレビ小説「うず潮」「虹」などの脚本も担当。
1971年4月に行われた東京都知事選挙では、社会党・共産党推薦の美濃部亮吉を応援。選挙公報に記された支持者一覧に名を連ねた。
1973年、『カキツバタ群落』で芸術選奨文部大臣賞、1981年、随筆集『花の百名山』で読売文学賞、1996年『夫の始末』で女流文学賞を受賞した。
登山好きで知られ、1967年から女性だけの山歩き同好会「高水会」を組織しを主宰。1988年、長男の妻・三田恭子とともに、自宅に無名女性画家のための嫁菜の花美術館を建設。中野区教育委員、国語審議会委員などを歴任。無礼な若者や男性に直言し、女性の向学心や労働意欲を何より大事にした。
晩年は随筆「老いは迎え討て」などを著し、老年哲学を説いた。2000年3月1日、老衰のため東京都清瀬市の病院で死去。墓所は府中カトリック墓地。

## 受賞・栄典
- 1951年、第2回ブルーリボン賞脚本賞『我が家は楽し』『少年期』『めし』[3]
- 1952年、NHK放送文化賞(第13回)[3]
- 1971年、芸術祭賞優秀賞(音楽放送部門)(第26回)『NHK・長崎の緋扇』(作詞)[3]
- 1973年、芸術選奨文部大臣賞(文学・評論部門,第24回)『カキツバタ群落』[3]
- 1977年、紫綬褒章[3]
- 1984年、勲四等宝冠章[3]
- 1980年、読売文学賞(第32回・随筆紀行賞)『花の百名山』[3]
- 1996年、紫式部文学賞『夫の始末』[3]
- 1996年、女流文学賞（第35回）『夫の始末』[3]
- 1997年、エイボン女性年度賞功績賞[3]
- 1999年、東京都名誉都民[3]

## 作品

### 映画
- 我が家は樂し（中村登監督、1951年）
- 少年期（木下惠介監督、1951年）
- わかれ雲（五所平之助監督、1951年）
- めし（成瀬巳喜男監督、1951年）
- 紅扇（原研吉監督、1952年）
- 稲妻（成瀬巳喜男監督、1952年）
- 妖精は花の匂いがする（久松静児監督、1953年）
- 愛慾の裁き（大庭秀雄監督、1953年）
- 獅子の座（伊藤大輔監督、1953年）
- 魅せられたる魂（春原政久監督、1953年）
- セロ弾きのゴーシュ（1953年） - アニメ映画
- 別離（岩間鶴夫監督、1954年）
- 晩菊（成瀬巳喜男監督、1954年）
- 心に花の咲く日まで（佐分利信監督、1955年）
- 乳房よ永遠なれ（田中絹代監督、1955年）
- 女の足あと（渋谷実監督、1956年）
- 東京の人（西河克己監督、1956年）
- 雑居家族（久松静児監督、1956年）
- 女囚と共に（久松静児監督、1956年）
- 夜の河（吉村公三郎監督、1956年）
- 流れる（成瀬巳喜男監督、1956年）
- 踊子（清水宏監督、1957年）
- 夜の蝶（吉村公三郎監督、1957年）
- 夜の鴎（佐分利信監督、1957年）
- 女であること（川島雄三監督、1958年）
- 杏っ子（成瀬巳喜男監督、1958年）
- 吹雪と共に消えゆきぬ（木村恵吾監督、1959年）
- 女ごころ（丸山誠治監督、1959年）
- 美貌に罪あり（増村保造監督、1959年）
- 伊豆の踊子（川頭義郎監督、1960年）
- 女の橋（中村登監督、1961年）
- 安寿と厨子王丸（1961年） - アニメ映画
- 女ばかりの夜（田中絹代監督、1961年）
- 放浪記（成瀬巳喜男監督、1962年）
- うず潮（斎藤武市監督、1964年）
- 旅路（村山新治監督、1967年）

### 主なテレビドラマ
- 新家庭アルバム（1956年、NHK）
- あわれ人妻（1957年、NHK）
- 白い風赤い雲（1958年、日本テレビ）
- めだかの歌（1958年、NHK）
- 野菊の墓（1959年、日本テレビ）
- 白い南風（1961年、日本テレビ）
- 春の河（1961年、フジテレビ）
- 女の勲章（1962年、関西テレビ）
- うず潮（1964年、NHK）
- 源氏物語（1965年-1966年、MBSテレビ）
- あなた事件よ!（1966年、朝日放送）
- 松本清張シリーズ「万葉翡翠」（1966年、関西テレビ）
- 風のある街（1966年-1967年、NHK）
- 徳川の夫人たち（1967年、NET）
- 朝も夜も（1967年、読売テレビ）
- お吟さま（1968年、NET）
- 顔（1968年-1969年、フジテレビ）
- 虹（1970年、NHK）
- しろばんば（1973年、NHK）
- 花ぐるま（1974年-1975年、NHK）
- 二十四の瞳（1974年・1976年、NHK）
- 安寿と厨子王（1976年、NHK）
- 春の谷間（1977年、NHK）
- 憤激の恋（1982年、NHK）

など

### テレビアニメ
- 日生ファミリースペシャル「二十四の瞳」（1980年、フジテレビ）

### 戯曲
- 『愛する』三笠書房 1952年
- 『田中澄江放送劇集 現代女性像・八篇』未来社 1954年
- 『牛が物を言う時』宝文館 ラジオ・ドラマ新書 1955年
- 『田中澄江戯曲全集』全2巻 白水社 1959年
- 『九条武子の生涯・白孔雀(戯曲) 』新塔社 1969年

### 小説
- 『十七歳の日記』実業之日本社 1955年 立風書房 1971年
- 『花嫁の学校』河出新書 1956年
- 『みおつくしの鐘』大阪教育図書 1958年
- 『風のある街』日本放送出版協会 1967年
- 『犬と猫のはなし』講談社 1970年
- 『虹』講談社 1970年-1971年
- 『こんにちはねこ』おのきがく絵 学研のがくしゅう絵本 1971年
- 『散る花のように』立風書房 1971年
- 『新しい朝』立風書房 1972年
- 『京都のひと』立風書房、1972年
- 『古城の歌』柏村由利子絵　新潮社 新潮少年文庫 1972年
- 『カキツバタ群落』講談社、1973年 - 芸術選奨文部大臣賞受賞
- 『花ぐるま』正続　講談社 1974年
- 『わたしのこねこ』長野博一画 小学館の創作童話シリーズ 1978年
- 『女の誇り、妻の意地 傑作小説集』光文社文庫　1988年
- 『夫の始末』講談社、1995年 のち文庫 - 女流文学賞受賞・紫式部文学賞受賞

### 随筆
- 『悪女の嘆き 女の幸福を求めて』未来社 1955年
- 『涙の谷より 子にわびる母の記録』光文社 カッパ・ブックス 1956年
- 『若い女性のための三十二章』知性社 知性選書 1958年
- 『山のわかれ山の出会い』講談社 1959年
- 『山によみがえる』立風書房 1961年
- 『愛しかた愛されかた 心をとらえる女の魅力』青春出版社 青春新書 1962年 のち文庫
- 『いつも待っている』講談社 1962年
- 『女の生き方 愛と死と真実の絶唱』青春出版社 青春新書 1963年
- 『娘のための人生論 女として生きる知恵』青春出版社 青春新書 1964年
- 『うず潮抄 フミ子の流浪の記』青春出版社 1964年
- 『続うず潮抄 愛と命ある限り』青春出版社 1965年
- 『女の眼 現代に生きる『枕草子』』講談社現代新書 1965年
- 『女を生きる 枕草子によせて』読売新聞社 1967年
- 『日本のおんな 古典に生きる女性』新塔社 1967年
- 『溢れ出づる愛 本当のものを求める心』青春出版社 1968年
- 『枕草子入門 女の幸福とは何か』光文社 カッパ・ビブリア 1968年
- 『結婚するなら 愛し得るひとへの自覚』青春出版社 1969年
- 『田中澄江・愛の人生相談 あなたの悩みに答えます』明文社 ナンバーワン・ブックス 1969年
- 『娘のための人生論 惜しみなき愛の知恵』青春出版社 1969年
- 『忘れてならないもの 本当の愛を芽生えさせるために』大和書房 1969年
- 『子にわびる母の記録 ゆえにこの涙の谷より』青春出版社 1970年
- 『越えてきた山々』丸ノ内出版 1971年
- 『この人を愛していいか いのちを注ぐ意識』青春出版社 1971年
- 『山によせる心』大和書房 1971年
- 『私の旅私の花』大和書房 1971年
- 『妻になるとき―その人のすべてを得るために』青春出版社 1972年 『人間この愛ある生きもの』三笠書房・知的生きかた文庫
- 『日々に生きる愛 母から娘へ』家の光協会 1972年
- 『愛を告げる日 その真実を求めて』大和書房 1973年
- 『可愛い嫁といわれる秘訣 仲よく姑と暮らすために』祥伝社 ノン・ブック 1973年 『おかあさん、ちょっと』ノンポシェット
- 『愛について悩むあなたに』コルベ出版社 コルベ文庫 1974年
- 『惜しみなく愛は与える』中央出版社　心のシリーズ 1975年
- 『この愛はそれでいいのか 自分が失われても悔いない才覚』青春出版社 1975年
- 『青春を生きるあなたに 愛・友情・孤独』立風書房 1975年
- 『愛に生きる 旧約聖書のなかの女たち』読売新聞社 1976年 のち光文社文庫
- 『なぜ愛がほしいのか 孤独に悩むあなたに』いんなあとりっぷ社 インナーブックス 1976年
- 『旅と伝説の女たち』新潮社 1977年
- 『いま花のとき 三十代からの女性の生き方』主婦の友社 1977年
- 『ささやかな幸福を』家の光協会 1978年
- 『青春の旅 のびのび人生論』 ポプラ社 1978年
- 『山がそこにあるから』スキージャーナル 1978年
- 『忘れてはならないもの 本当の愛を芽ばえさせるために』大和書房 1978年
- 『なぜ愛なのか 十三の報告から』文藝春秋 1979年 のち文庫
- 『いま、若いお母さんたちに言いたいこと』講談社 1979年 のちPHP文庫
- 『枕草子への招待』日本放送出版協会、1979年3月20日。のち光文社文庫
- 『物語日本女性史 女帝より遊女まで』日本放送出版協会 1979年 『日本を変えた女たち』光文社文庫
- 『心に愛がなかったら 不毛の人生に迷いこまない知恵』海竜社 1980年 のちPHP文庫
- 『新約聖書の女たち』主婦の友社 1980年 のち光文社文庫
- 『花の百名山』文藝春秋 1980年 のち文庫
- 『嫁姑けんかのすすめ』家の光協会 1980年
- 『美しい老いの秘訣』主婦の友社 1981年
- 『叱り方の上手い親下手な親 言い方一つが左右するその子の将来』1-2 青春出版社 プレイブックス 1981年-1982年
- 『歴史のなかの愛 万葉・戦国の女たち』文藝春秋 1981年 のち文庫
- 『私のえらんだ女の生き方』海竜社 1981年
- 『いま花のとき 三十代からの女性の生き方』主婦の友社 1982年
- 『子供にいい親悪い親 こうすればわが子を危機から救える』主婦の友社 1983年 のちPHP文庫
- 『聖地の花』善養寺康之写真 講談社 1983年
- 『ハマナデシコと妻たち 孤愁のひと田中河内介異聞』講談社 1983年
- 『みずみずしい本当の愛』大和書房 女性論文庫 1983年
- 『新しいしつけの常識』講談社 1984年 『「しつけ」の上手い親・下手な親』PHP文庫
- 『奇蹟の聖地ルルド』菅井日人写真 講談社 1984年
- 『愛の近代女性史』ミリオン書房 1984年
- 『嫁と姑とわたくしと』海竜社 1984年 のちPHP文庫
- 『親は子供にどんな生きがいを与えているか』女子パウロ会 1984年
- 『近松門左衛門という人』日本放送出版協会 1984年
- 『沈黙の山 私の歴史山歩』山と渓谷社 1984年
- 『遊びをせんとや 田中澄江の日本歌謡』平凡社 1985年
- 『私の好きな山の花』山と渓谷社 1985年
- 『よい旅よい味よい人生』家の光協会 1986年 のちPHP文庫
- 『かしこい女性になりなさい 美しく生きたいあなたに』PHP研究所 1986年 のち文庫
- 『人生の花、年ごとに美しく』海竜社 1986年 『美しい老いの秘訣』PHP文庫
- 『田中澄江の心中天の網島』集英社 わたしの古典　1986年 のち文庫
- 『遠い日の花のかたみに』「女の自叙伝」婦人画報社 1986年
- 『今日のいまを悔いなく生きる』海竜社 1988年
- 『花と歴史の武蔵野』ぎょうせい 1988年
- 『花と歴史の山旅』東京新聞出版局 1988年
- 『野の花が好き』家の光協会 1989年
- 『花に生き、花に生かされて ずいひつ』PHP研究所 1989年 『花とともに生きる』文庫
- 『枕草子 古典の旅』講談社 1989年 のち『「枕草子」を旅しよう 古典を歩く』文庫
- 『山はいのちをのばす』青春出版社 1997年
- 『叱り方の上手い親下手な親 言い方一つが左右するその子の将来』青春出版社 1990年
- 『母を生きて来て』女子パウロ会 1990年
- 『万葉の花ごよみ』ぎょうせい 1990年
- 『新・花の百名山』日本交通公社出版事業局 1991年 のち文春文庫
- 『「太平記」を歩く 日本人の心の源流を求めて』PHP研究所 1991年
- 『よく考えること、よく生きること』PHP研究所 1991年 『愛と死について考える』文庫
- 『続・かしこい女性になりなさい』PHP研究所 1992年 のち文庫
- 『花と歴史の50山 いまも現役山々を語る』東京新聞出版局 1992年
- 『愛を悔いなく生きなさい』海竜社 1993年
- 『キリシタン迫害の跡をたずねて』中央出版社 1993年
- 『結婚には覚悟がいる』PHP研究所 1993年 のち文庫
- 『かしこい母になりなさい 愛しながら、叱りながら』PHP研究所 1994年
- 『人生いつでも出発のとき』家の光協会 1994年
- 『私の心の支え』中央出版社 1994年
- 『思い出の歌思い出の花』家の光協会 1995年
- 『野の花と人生の旅』家の光協会 1995年
- 『老いは迎え討て この世を面白く生きる条件』青春出版社 1996年 のち文庫、新版
- 『淑女の勉強法』光文社 1996年　のち知恵の森文庫
- 『老いの始末 死ぬことは怖くない』海竜社 1997年 『人は年をとるほど若くなる』幻冬舎文庫
- 『王朝の美に咲く花たち』ぎょうせい 1997年
- 『山はいのちをのばす 老いを迎え討つかしこい山の歩き方』青春出版社 1997年 のち文庫
- 『私はいつでも山に登りたい』大和書房 1997年
- 『女の一生に悔いなし これからの人生を、強く歩む生きかた』青春出版社 1998年
- 『聖書女たちの物語 人は、どうすれば救われるのか』青春出版社 1998年
- 『負けない自分になりなさい 生きて愛して登って闘った人生の極意392』海竜社 1998年
- 『あたらしい私が生まれる すてきな女性になるための33篇』編著 PHPエディターズ・グループ 1999年
- 『年を取るのもいいものだ 老いの極み、生きるということ』文化創作出版 1999年
- 『ホントにホントの話』新潮社 2000年

### 共編著
- 『心のともしびシリーズ 第2 愛と憎しみ』曽野綾子共編 春秋社 1969年
- 『愛を問う』佐古純一郎、山崎庸一郎共著 女子パウロ会 1973年
- 『古寺巡礼京都 28 泉涌寺』小松道円共著 淡交社 1978年
- 『古寺巡礼奈良 10 室生寺』伊藤教如、林亮勝共著　淡交社 1979年
- 『花の肖像 画文集 第2集』太田洋愛共著 講談社 1980年
- 『旅は道連れ』田中千禾夫共著 朝日新聞社 1982年
- 『満点ママ困ったときのじょうずなしつけ』高橋系吾共著 旺文社 1983年
- 『山野草グルメ 四季の香りと味を楽しむ』本田力尾共著 主婦の友社 1986年
- 『夫婦で六十二年』田中千禾夫共著 講談社 1997年

### 編訳
- 『現代語訳日本の古典 17 女殺油地獄』学習研究社 1980年 のち文庫
- サマンサ・キャロル『シルクの手触り』日本メール・オーダー セカンドチャンスアトラブ 1982年
- 『明治の古典 カラーグラフィック 3 にごりえ・十三夜・日記(抄)』樋口一葉 学習研究社 1982年
- アンネ・フランク『アンネの童話』木島和子訳 田中澄江文 小学館 1977年

### 回想・評伝
- 滝本幸夫 『田中澄江が歩いた北海道の山』 北海道新聞社、2013年
- 三田恭子『嫁菜の花』主婦と生活社、1990年。嫁によるエッセイ
- 三田恭子『姑と嫁』海竜社、1999年。読みは（はは）と（わたし）

### テレビ出演
- 一枚の写真（1991年6月26日、フジテレビ）